# Simon Schürch
Simon Schürch, né le 2 décembre 1990 à Rothrist, est un rameur suisse. Il obtient une médaille d'or en quatre sans barreur poids légers aux Jeux olympiques d'été de 2016 avec Simon Niepmann, Mario Gyr et Lucas Tramèr.

## Carrière
Simon Schürch est médaillé de bronze en quatre sans barreur léger aux championnats d'Europe d'aviron 2010. Il participe également aux Jeux olympiques d'été de 2012 dans la catégorie Quatre sans barreur poids légers avec Mario Gyr, Simon Niepmann et Lucas Tramèr où il obtient un diplôme olympique en se classant 5e. En 2013, Schürch est médaillé de bronze aux championnats d'Europe et médaillé d'argent aux championnats du monde dans la catégorie deux de couple poids légers avec Mario Gyr,.  Il participe également aux Jeux olympiques d'été de 2016 en quatre sans barreur poids légers avec Mario Gyr, Simon Niepmann et Lucas Tramèr où il obtient une médaille d'or.